# Rebirth (álbum de Lil Wayne)
Rebirth é o sétimo álbum de estúdio do rapper norte-americano Lil Wayne, lançado em 2 de fevereiro de 2010 pela Cash Money Records. O álbum deveria ter sido lançado em 2009 mas sofreu vários atrasos. Rebirth foi promovido como o primeiro álbum de rock de Wayne, apesar de incluir algumas faixas de hip hop. O álbum tem participação de Eminem, Kevin Rudolf, Shanell (cantora) e Nicki Minaj.
O álbum estreou em segundo lugar entre os mais vendidos da Billboard 200, vendendo 176 mil cópias na primeira semana de vendas. O CD se tornou o sétimo álbum de Wayne a entrar no top 10 norte-americano. Em seu lançamento, Rebirth o álbum recebeu em geral criticas negativas. Apesar das críticas o disco foi certificado como platina pela Recording Industry Association of America, ao ultrapassar a marca de 1,400.000 cópias vendidas em solo americano.

## Antecedentes
O álbum foi pensado originalmente para ser o re-lançamento do seu álbum Tha Carter III. O projeto foi preparado para ser lançado em 21 de DEZEMBRO De 2008, mas Wayne alterou a data. Uma semana antes do lançamento planejado a Amazon acidentalmente enviou 500 cópias do álbum para consumidores que haviam pré adquirido. Em 29 de Janeiro de 2009 Wayne disse em entrevista para a MTV que o álbum não seria um re-lançamento, mas seria o seu álbum de estreia no rock. O álbum estava previsto para um lançamento dia 7 de Abril de 2009, no entanto em meio a diversas datas de lançamento foi lançado em 2 de Fevereiro de 2010. A artista da Young Money, Shanell, instou que os atrasos foram devido ao desejo de Wayne para que o projeto fosse "perfeito". O primeiro single "Prom Queen", produzido por Infamous e Andrew "Drew" Correa. A faixa estreou oficialmente em 27 de janeiro aparecendo na página de Wayne no MySpace. Wayne performou o single ao vivo pela primeira vez durante um concerto em San Diego, o qual foi transmitido ao vivo pelo Ustream na paginas do Facebook do FREEdom of Choice da AT&T e Mobile Music naquela noite. "Prom Queen" teve um pico de #15 na Billboard Hot 100.
Lil Wayne esclareceu que ele colaborou com Fall Out Boys para seu álbum, enquanto ele também emprestou seus vocais para o álbum deles Folie à Deux. Ele prestou homenagem aos Besties Boys, bem como incluiu uma faixa que contém ele rimando em instrumentos agudos, descrito como sendo similar a "Viva La Vida" do Coldplay.

## Faixas
| CD  |                                                  |                                          |         |  |
| N.º | Título                                           | Produtor(es)                             | Duração |  |
| 1.  | "American Star" (part. Shanell)                  | DJ Nasty & LVM                           | 3:37    |  |
| 2.  | "Prom Queen"                                     | DJ Infamous, Drew Correa                 | 3:37    |  |
| 3.  | "Ground Zero"                                    | Streetrunner, DJ Infamous                | 3:57    |  |
| 4.  | "Da Da Da"                                       | Cool & Dre                               | 3:40    |  |
| 5.  | "Paradice"                                       | Kevin Rudolf, Cool & Dre                 | 3:57    |  |
| 6.  | "Get a Life"                                     | Cool & Dre                               | 3:12    |  |
| 7.  | "On Fire"                                        | Cool & Dre                               | 4:08    |  |
| 8.  | "Drop the World" (part. Eminem)                  | Hit-Boy, Chase N. Cashe                  | 3:49    |  |
| 9.  | "Runnin" (part. Shanell)                         | J.U.S.T.I.C.E. League                    | 4:31    |  |
| 10. | "One Way Trip" (part. Kevin Rudolf)              | Travis Barker, Kevin Rudolf, DJ Infamous | 4:38    |  |
| 11. | "Knockout" (part. Nicki Minaj)                   | J.U.S.T.I.C.E. League                    | 4:09    |  |
| 12. | "The Price is Wrong"                             | DJ Infamous                              | 3:28    |  |
| 13. | "I'll Die for You (Música Bônus)"                | Cool & Dre                               | 5:07    |  |
| 14. | "I'm So Over You (Música Bônus)" (part. Shanell) | DJ Infamous                              | 2:58    |  |

## Tabelas musicais e certificaações
| Paradas (2010)             | Melhor posição |
| -------------------------- | -------------- |
| Austrália Albums Chart     | 51             |
| Canadá Albums Chart        | 5              |
| Albums Chart               | 75             |
| França Albums Chart        | 86             |
| Grécia Albums Chart        | 28             |
| Nova Zelândia Albums Chart | 33             |
| Noruega Albums Chart       | 40             |
| Suíça Albums Chart         | 15             |
| UK Albums Chart            | 24             |
| Top R&B/Hip-Hop Albums     | 1              |
| Billboard 200              | 2              |
| Top Rap Albums             | 1              |

| País           | Certificação (Vendas) |
| -------------- | --------------------- |
| Estados Unidos | Ouro                  |